# 小行星4023
小行星4023（4023 Jarnik）是一颗围绕太阳公转的小行星。1981年10月25日，拉迪斯拉夫·布羅傑克在克萊季发现了此天体。
这颗小行星的绝对星等为127.1617649629668等。